# Living Colour
A Living Colour amerikai rock együttes. New Yorkban alakultak. A csapat jelenlegi felállása 1986-ban alakult. Igazából már 1984-ben megalakultak, viszont több tag is kilépett a két év során, és ekkor még "Vernon Reid's Living Colour" volt a nevük, utalva ezzel az alapító tagra. Első lemezük 1988-ban jelent meg. 1995-ben feloszlottak, viszont 2000-ben visszatértek, és a mai napig működnek. A zenekar eddig hat nagylemezt adott ki. Lemezkiadóik: Megaforce Records, Sanctuary Records, Epic Records. Leghíresebb daluknak a "Cult of Personality" számít, amely háromszor is megnyerte az MTV Video Music Awards díjat, illetve a 2004-es Grand Theft Auto: San Andreas videójátékban is hallható. Hard rock, funk metal, hair metal és alternatív metal műfajokban játszanak. A Living Colour első, Vivid című nagylemeze bekerült az 1001 lemez, amelyet hallanod kell, mielőtt meghalsz című könyvbe.

## Tagjai
- Vernon Reid – gitár, gitár szintetizátor, programozás, laptop, vokál (1984-1995, 2000-), ének (1984-1995)
- Corey Glover – ének, ritmusgitár (ideiglenesen), tamburin (ideiglenesen), (1985-1995, 2000-)
- Will Calhoun – dobok, ütős hangszerek, billentyűk, sample, programozás, vokál (1986-1995, 2000-)
- Doug Wimbish – basszusgitár, dobok, programozás, gitár, vokál (1992-1995, 2000-)

Volt tagok
- Alex Mosely – basszusgitár
- Jerome Harris – basszusgitár
- Carl James – basszusgitár
- Greg Carter – dob
- Pheeroan akLaff – dob
- J.T. Lewis – dob
- Geri Allen – billentyűk
- D.K. Dyson – ének
- Mark Ledford – ének
- Muzz Skillings – basszusgitár, vokál (1986–1992, 2006)

## Diszkográfia, stúdióalbumok
- Vivid (1988)
- Time's Up (1990)
- Stain (1993)
- Collideoscope (2003)
- The Chair in the Doorway (2009)
- Shade (2017)